# Frands Brockenhuus
Frands Mikkelsen Brockenhuus (1518 – 1569) var en dansk rigsmarsk og lensmand, der ejede Bramstrup Gods og Egeskov Slot.
Brockenhuus var knyttet til Fyn, hvor hans første forleninger også lå. Han var fra 1542 til 1553 forlenet med Nyborg Slot, hvor han stod i spidsen for Christian 3.'s store befæstningsarbejder. Han blev i 1545 gift med Hilleborg Tinhuus. Han påbegyndte i 1554 opførelsen af Egeskov Slot ved Kværndrup og forøgede godset betydeligt, bl.a. gennem opkøb af mange af gårdene i Egeskov by. I 1560 fik han af kong Frederik 2. jus patronatus til Kværndrup Kirke. Han blev i 1562 optaget i rigsrådet og i 1567 udnvænt til rigsmarsk. Under Den Nordiske Syvårskrig deltog han både i flåden og landtropperne. Han blev dødeligt såret under belejringen af Varberg. Egeskov blev overtaget af hans søn, Laurids Brockenhuus. 